# Comocrus flexuosa
Comocrus flexuosa là một loài bướm đêm trong họ Noctuidae.